# Ocle Pychard
Ocle Pychard est une paroisse civile et un village du Herefordshire, en Angleterre.